# Castelo Drogo
O castelo Drogo é uma casa de campo e castelo perto de Drewsteignton, em Devon, Inglaterra. Foi construído de 1911 a 1930 para Julius Drewe e projetado pelo arquiteto Edwin Lutyens.